# Torches
Torches ist das Debütalbum der US-amerikanischen Band Foster the People, das im Mai 2011 erschien.

## Entstehung und Veröffentlichung
Die Erstveröffentlichung von Torches erfolgte am 23. Mai 2011 bei den Musiklabels Columbia Records und Startime International. Das Album erschien in seiner Originalausführung als CD und Download mit zehn Titeln (Katalognummer: STI-012). Am gleichen Tag erschien eine digitale Deluxeausführung mit dem Bonustitel Broken Jaw sowie eine sogenannte „Best Buy Exclusive Edition“ mit den Bonustiteln Chin Music for the Unsuspecting Hero und Love (Katalognummer: 89773-2). Am 1. Dezember desselben Jahres erschien in Australien eine „Tour Edition“ mit Bonus-CD, die alle drei Bonustitel sowie vier weitere Remixe umfasst (Katalognummer: 88691923002). Zum 10-jährigen Jubiläum erschien das Album am 8. April 2022 erstmals als LP-Ausführung bei Sony Music Entertainment (Katalognummer: 19439928091).
Geschrieben wurden alle Lieder alleine von Foster-the-People-Frontmann Mark Foster, mit Ausnahme von Call It What You Want, wo er von Paul Epworth unterstützt wurde. Epworth (3 Titel) und Foster (3 Titel) zeichneten auch für Teile der Produktion verantwortlich, ebenso wie Rich Costey (2 Titel) und die Rondo Brothers (1 Titel). Der größte Teil der Produktion entstammt allerdings von Greg Kurstin (6 Titel).

## Titelliste
1. Helena Beat – 4:36
2. Pumped Up Kicks – 3:59
3. Call It What You Want – 4:00
4. Don’t Stop (Color on the Walls) – 2:56
5. Waste – 3:25
6. I Would Do Anything for You – 3:35
7. Houdini – 3:23
8. Life on the Nickel – 3:36
9. Miss You – 3:35
10. Warrant – 5:23

Bonustitel (Download)
1. Broken Jaw – 5:37

Bonustitel (Best Buy Exclusive Edition)
1. Love – 3:41
2. Chin Music for the Unsuspecting Hero – 3:25

## Rezensionen
Das Album erreichte bei Metacritic.com 69 von 100 möglichen Punkten aus 20 Kritiken. Allmusic gab ihm drei von fünf Sternen und beschrieb es als „catchy, electro-lite dance-pop that fits nicely next to such contemporaries as MGMT and Phoenix“. Das Magazin Rolling Stone vergab 3,5 von fünf Sternen und schrieb: „their debut is genre-juggling, bedroom-dance-floor magic cut with moody-boy lyrics“. Das Album war 2012 für den Grammy in der Kategorie Best Alternative Music Album nominiert. Pumped Up Kicks war für den „Grammy Award for Best Pop Duo/Group Performance“ nominiert.

## Kommerzieller Erfolg

### Chartplatzierungen
| ChartsChartplatzierungen       | Höchstplatzierung | Wochen |
| ------------------------------ | ----------------- | ------ |
| Deutschland (GfK)              | 87 (5 Wo.)        | 5      |
| Österreich (Ö3)                | 44 (8 Wo.)        | 8      |
| Schweiz (IFPI)                 | 49 (26 Wo.)       | 26     |
| Vereinigte Staaten (Billboard) | 8 (70 Wo.)        | 70     |
| Vereinigtes Königreich (OCC)   | 12 (30 Wo.)       | 30     |

| ChartsJahrescharts (2011)      | Platzierung |
| ------------------------------ | ----------- |
| Vereinigte Staaten (Billboard) | 55          |

| ChartsJahrescharts (2012)      | Platzierung |
| ------------------------------ | ----------- |
| Vereinigte Staaten (Billboard) | 61          |

### Auszeichnungen für Musikverkäufe
| Land/Region               | Auszeichnungen für Musikverkäufe (Land/Region, Auszeichnung, Verkäufe) | Verkäufe  |
| ------------------------- | ---------------------------------------------------------------------- | --------- |
| Australien (ARIA)         | Platin                                                                 | 70.000    |
| Dänemark (IFPI)           | Gold                                                                   | 10.000    |
| Kanada (MC)               | Platin                                                                 | 80.000    |
| Malaysia (RIM)            | Gold                                                                   | 7.500     |
| Neuseeland (RMNZ)         | 2× Platin                                                              | 30.000    |
| Philippinen (PARI)        | Gold                                                                   | 7.500     |
| Polen (ZPAV)              | Platin                                                                 | 20.000    |
| Singapur (RIAS)           | Gold                                                                   | 5.000     |
| Vereinigte Staaten (RIAA) | 3× Platin                                                              | 3.000.000 |
| Insgesamt                 | 3× Gold · 8× Platin ·                                                  | 3.225.000 |